# عبد الوهاب الصافي
عبد الوهاب علي عبد الوهاب حسين الصافي (4 يونيو 1984في المنامة، البحرين) لاعب كرة قدم بحريني يجيد اللعب في مركز الوسط المدافع. يلعب حاليا لصالح المنامة البحريني من 2023.

## المسيرة الرياضية

### الأندية
في 1 يوليو 2002 تم تصعيد الصافي (18 سنة) إلى الفريق الأول بنادي الاتحاد البحريني. في موسمه الأول 2002-2003 وفي بطولة كأس ملك البحرين خسر في مباراته الأولى في الدور 16 من الحد 1-2. وفي بطولة كأس الاتحاد البحريني فشل في التأهل إلى الدور الربع النهائي بعدما احتل فريقه المركز الرابع في المجموعة الثالثة بفارق 4 نقاط عن صاحب المركز الثالث البسيتين.
في موسمه الثاني 2003-2004 وفي بطولة دوري الدرجة الثانية ساهم في احتلال فريقه المركز الخامس بفارق 18 نقطة عن صاحب المركز الثاني المالكية المؤهل إلى ملحق الصعود. وفي بطولة كأس ملك البحرين خسر في مباراته الأولى في الدور 16 من المحرق 6-0. وفي بطولة كأس الاتحاد البحريني فشل في التأهل إلى الدور النصف النهائي بعدما احتل فريقه المركز الخامس في المجموعة الأولى بفارق 11 نقطة عن المتصدر الرفاع.
في موسمه الثالث 2004-2005 وفي بطولة دوري الدرجة الثانية ساهم في احتلال فريقه المركز الخامس بفارق 14 نقطة عن صاحب المركز الثاني المالكية المؤهل إلى الصعود. وفي بطولة كأس ملك البحرين خسر في مباراته الأولى في الدور 16 من الحد 1-4. وفي بطولة كأس الاتحاد البحريني فشل في التأهل إلى الدور النصف النهائي بعدما احتل فريقه المركز السادس الأخير في المجموعة الثالثة بفارق 10 نقاط عن المتصدر البسيتين.
في موسمه الرابع والأخير 2005-2006 وفي بطولة دوري الدرجة الثانية ساهم في احتلال فريقه المركز الخامس بفارق 21 نقطة عن صاحب المركز الثاني المنامة المؤهل إلى الصعود. وفي بطولة كأس ملك البحرين خسر في مباراته الأولى في الدور 16 من الحالة 1-5.
في 1 يوليو 2006 انتقل الصافي (22 سنة) من الاتحاد إلى البسيتين البحريني (الدوري الممتاز) في صفقة انتقال حر. في موسمه الأول 2006-2007 وفي بطولة الدوري الممتاز ساهم في احتلال فريقه المركز الرابع بفارق 20 نقطة عن البطل المحرق. وفي بطولة كأس ملك البحرين خرج فريقه من مباراته الأولى عندما خسر في الدور 16 من سترة 2-4. وفي بطولة كأس ولي العهد خرج فريقه من مباراته الأولى عندما خسر في الدور النصف النهائي من المحرق 0-1. وفي بطولة كأس الاتحاد البحريني ساهم في وصول فريقه إلى الدور النصف النهائي حينها خسر من النجمة 0-1.
في موسمه الثاني 2007-2008 وفي بطولة الدوري الممتاز ساهم في احتلال فريقه المركز الثاني الوصيف بفارق 10 نقاط عن البطل المحرق. وفي بطولة كأس ملك البحرين ساهم في وصول فريقه إلى الدور النصف النهائي حينها خسر من المحرق 1-4. وفي بطولة كأس ولي العهد خرج فريقه من مباراته الأولى عندما خسر في الدور النصف النهائي من الأهلي 1-3.
في موسمه الثالث 2008-2009 وفي بطولة دوري التصنيف ساهم في احتلال فريقه المركز الخامس بفارق 13 نقطة عن البطل المحرق. وفي بطولة كأس ملك البحرين ساهم في وصول فريقه إلى الدور الربع النهائي حينها خسر من الأهلي 3-4. وفي بطولة كأس السوبر البحريني خسر فريقه من النجمة 0-1. وفي بطولة كأس الاتحاد البحريني ساهم في وصول فريقه إلى الدور النصف النهائي حينها خسر من النجمة 0-1. وفي بطولة دوري أبطال العرب خرج فريقه من المرحلة الأولى عندما خسر في الدور 32 من الإسماعيلي المصري 2-7. وفي بطولة كأس الاتحاد الآسيوي ساهم في تصدر فريقه المجموعة الأولى متفوقا على نيفتشي فرغانة الأوزبكستاني والعهد اللبناني والتلال اليمني ليتأهل إلى الدور 16 حيث خسر على أرضه من الكرامة السوري 1-2 في الوقت الإضافي.
في موسمه الرابع 2009-2010 وفي بطولة الدوري الممتاز ساهم في احتلال فريقه المركز الخامس بفارق 18 نقطة عن البطل الأهلي. وفي بطولة كأس ملك البحرين ساهم في وصول فريقه إلى المباراة النهائية حينها خسر من الرفاع 0-4.
في 1 يوليو 2010 انتقل الصافي (26 سنة) من البسيتين إلى الأهلي البحريني (الدوري الممتاز) بالإعارة لمدة موسم واحد. في موسمه الوحيد 2010-2011 وفي بطولة الدوري الممتاز ساهم في احتلال فريقه المركز الثالث بفارق 4 نقاط عن البطل المحرق. وفي بطولة كأس ملك البحرين ساهم في وصول فريقه إلى الدور النصف النهائي حينها خسر من البسيتين بركلات الترجيح. وفي بطولة كأس الخليج للأندية انسحب فريقه من المشاركة في البطولة. في 30 يونيو 2011 انتهت الإعارة وعاد الصافي إلى البسيتين.
في 1 يوليو 2011 انتقل الصافي (27 سنة) من البسيتين إلى القادسية السعودية (دوري المحترفين) بالإعارة لمدة موسم واحد. في موسمه الوحيد 2011-2012 وفي بطولة دوري المحترفين ساهم في احتلال فريقه المركز الثالث عشر قبل الأخير بفارق نقطة واحدة عن منطقة الأمان وبالتالي الهبوط إلى الدرجة الأولى. وفي بطولة كأس ولي العهد خرج فريقه من مباراته الأولى عندما خسر في الدور 16 من الشباب 1-2. في 30 يونيو 2012 انتهت الإعارة وعاد الصافي إلى البسيتين.
في موسمه الخامس 2012-2013 وفي بطولة الدوري الممتاز ساهم في تتويج فريقه بالبطولة بعدما تصدر الترتيب بفارق نقطتين عن وصيفه المحرق وليحقق الصافي أولى بطولاته مع الأندية. وفي بطولة كأس ملك البحرين ساهم في وصول فريقه إلى الدور النصف النهائي حينها خسر من المحرق 0-2. وفي بطولة كأس الخليج للأندية فشل فريقه في التأهل إلى الدور الربع النهائي بعدما احتل المركز الثالث الأخير في المجموعة الرابعة بفارق 3 نقاط عن صاحب المركز الثاني بني ياس الإماراتي.
في موسمه السادس والأخير 2013-2014 وفي بطولة الدوري الممتاز ساهم في احتلال فريقه المركز الخامس بفارق 16 نقطة عن البطل الرفاع. وفي بطولة كأس ملك البحرين ساهم في وصول فريقه إلى المباراة النهائية حينها خسر من الرفاع الشرقي 1-2. وفي بطولة كأس الاتحاد البحريني فشل فريقه في التأهل إلى الدور النصف النهائي بعدما احتل المركز الثالث في المجموعة الأولى بفارق نقطتين عن صاحب المركز الثاني المالكية. وفي بطولة كأس الخليج للأندية ساهم في احتلال فريقه المركز الثاني في المجموعة الثالثة خلف النصر الإماراتي ومتفوقا على الخور القطري ليتأهل إلى الدور الربع النهائي حيث خسر خارج أرضه من صحم العماني 1-3.
في 1 يوليو 2014 انتقل الصافي (30 سنة) من البسيتين إلى المحرق البحريني (الدوري الممتاز) في صفقة انتقال حر. في موسمه الأول 2014-2015 وفي بطولة الدوري الممتاز ساهم في تتويج فريقه بالبطولة بعدما تصدر الترتيب بفارق نقطة واحدة عن وصيفه الحد وليحقق الصافي ثاني بطولاته مع الأندية. وفي بطولة كأس ملك البحرين ساهم في وصول فريقه إلى الدور النصف النهائي حينها خسر من البسيتين بركلات الترجيح.
في موسمه الثاني 2015-2016 وفي بطولة الدوري الممتاز ساهم في احتلال فريقه المركز الثاني الوصيف بفارق 10 نقاط عن البطل الحد. وفي بطولة كأس ملك البحرين ساهم في تتويج فريقه بالبطولة بعدما تغلب في المباراة النهائية على الرفاع 3-1 وليحقق الصافي ثالث بطولاته مع الأندية. وفي بطولة كأس الاتحاد البحريني فشل فريقه في التأهل إلى الدور النصف النهائي عندما احتل المركز الخامس في المجموعة الأولى بفارق 7 نقاط عن صاحب المركز الثاني الحد. وفي بطولة كأس السوبر البحريني خسر فريقه من الحد بركلات الترجيح. وفي بطولة كأس الاتحاد الآسيوي ساهم في تصدر فريقه المجموعة الرابعة متفوقا على الجيش السوري وأهلي الخليل الفلسطيني وفنجاء العماني ليتأهل إلى الدور 16 حيث تغلب على أرضه على الفيصلي الأردني بهدف نظيف ليتأهل إلى الدور الربع النهائي حينها خسر من العهد اللبناني 0-3 في مجموع المباراتين.
في موسمه الثالث 2016-2017 وفي بطولة الدوري الممتاز ساهم في احتلال فريقه المركز الخامس بفارق 4 نقاط عن البطل المالكية. وفي بطولة كأس ملك البحرين ساهم في وصول فريقه إلى المباراة النهائية حينها خسر من المنامة 1-2. وفي بطولة كأس الاتحاد البحريني فشل فريقه في التأهل إلى الدور النصف النهائي عندما احتل المركز الرابع في المجموعة الأولى بفارق 4 نقاط عن صاحب المركز الثاني البديع. وفي بطولة كأس السوبر البحريني خسر فريقه من الحد 0-1. وفي بطولة كأس الاتحاد الآسيوي فشل فريقه في التأهل إلى الدور النصف النهائي لمنطقة غرب آسيا بعدما احتل المركز الثاني في المجموعة الثالثة بفارق نقطتين عن المتصدر الوحدات الأردني.
في موسمه الرابع 2017-2018 وفي بطولة الدوري الممتاز ساهم في تتويج فريقه بالبطولة بعدما تصدر الترتيب بفارق 15 نقطة عن وصيفه النجمة وليحقق الصافي رابع بطولاته مع الأندية. وفي بطولة كأس ملك البحرين ساهم في وصول فريقه إلى المباراة النهائية حينها خسر من النجمة بركلات الترجيح. وفي بطولة كأس النخبة البحريني ساهم في وصول فريقه إلى الدور النصف النهائي حينها خسر من الحد 0-2.
في موسمه الخامس 2018-2019 وفي بطولة الدوري الممتاز ساهم في احتلال فريقه المركز الثالث بفارق 9 نقاط عن البطل الرفاع. وفي بطولة كأس ملك البحرين ساهم في وصول فريقه إلى الدور النصف النهائي حينها خسر من الرفاع 1-4 في مجموع المباراتين. وفي بطولة كأس السوبر البحريني ساهم في تتويج فريقه بالبطولة بعدما تغلب على النجمة بركلات الترجيح ليحقق الصافي خامس بطولاته مع الأندية. وفي بطولة كأس النخبة البحرينية ساهم في تتويج فريقه بالبطولة بعدما تغلب في المباراة النهائية على الحد 4-0 وليحقق الصافي سادس بطولاته مع الأندية. وفي بطولة كأس الاتحاد البحريني فشل فريقه في التأهل إلى الدور النصف النهائي بعدما احتل المركز الثاني في المجموعة الأولى بفارق 5 نقاط عن المتصدر الأهلي. وفي بطولة كأس العرب للأندية الأبطال خرج فريقه من المرحلة الأولى عندما خسر من في الدور 32 من الأهلي السعودي 0-5 في مجموع المباراتين.
في موسمه السادس 2019-2020 وفي بطولة الدوري الممتاز ساهم في احتلال فريقه المركز الثاني الوصيف بفارق نقطة واحدة عن البطل الحد. وفي بطولة كأس ملك البحرين ساهم في تتويج فريقه بالبطولة بعدما تغلب في المباراة النهائية على الحد 1-0 وليحقق الصافي سابع بطولاته مع الأندية. وفي بطولة كأس الاتحاد البحريني ساهم في تتويج فريقه بالبطولة بعدما تغلب في المباراة النهائية على البسيتين 4-1 وليحقق الصافي ثامن بطولاته مع الأندية. وفي بطولة كأس العرب للأندية الأبطال ساهم في فوز فريقه في الدور 32 على شباب قسنطينة الجزائري بأفضلية الأهداف خارج الأرض بعد تعادلهما 3-3 في مجموع المباراتين ليتأهل إلى الدور 16 حينها خسر من الاتحاد السكندري المصري 0-3 في مجموع المباراتين.
في موسمه السابع 2020-2021 وفي بطولة الدوري الممتاز ساهم في احتلال فريقه المركز الرابع بفارق 18 نقطة عن البطل الرفاع. وفي بطولة كأس ملك البحرين خرج فريقه من الدور الربع النهائي حينها خسر من الأهلي 1-2. وفي بطولة كأس الاتحاد البحريني ساهم في تتويج فريقه بالبطولة بعدما تغلب في المباراة النهائية على الرفاع الشرقي 2-1 وليحقق الصافي تاسع بطولاته مع الأندية. وفي بطولة كأس الاتحاد الآسيوي ساهم تصدر فريقه المجموعة الثانية متفوقا على السلط الأردني المستضيف والأنصار اللبناني ومركز شباب بلاطة الفلسطيني ليتأهل إلى الدور النصف النهائي لمنطقة غرب آسيا حيث فاز على أرضه على العهد اللبناني 3-0 ليتأهل إلى المباراة النهائية لمنطقة غرب آسيا حيث فاز على الكويت الكويتي 2-0 ليتأهل إلى المباراة النهائية لبطولة كأس الاتحاد الآسيوي حيث تغلب على نسف قرشي الأوزبكستاني 3-0 وليحقق الصافي عاشر بطولاته مع الأندية.
في موسمه الثامن 2021-2022 وفي بطولة الدوري الممتاز ساهم في احتلال فريقه المركز الرابع بفارق 15 نقطة عن البطل الرفاع. وفي بطولة كأس ملك البحرين ساهم في وصول فريقه إلى الدور الربع النهائي حينها خسر من الرفاع بركلات الترجيح. وفي بطولة كأس الاتحاد البحريني ساهم في تتويج فريقه بالبطولة بعدما تغلب في المباراة النهائية على الحد بركلات الترجيح وليحقق الصافي حادي عشر بطولاته مع الأندية.
في موسمه التاسع والأخير 2022-2023 وفي بطولة الدوري الممتاز ساهم في احتلال فريقه المركز الثالث بفارق نقطتين عن البطل الخالدية. وفي بطولة كأس ملك البحرين ساهم في وصول فريقه إلى الدور الربع النهائي حينها خسر من الرفاع بركلات الترجيح. وفي بطولة كأس الاتحاد البحريني فشل فريقه في التأهل إلى الدور النصف النهائي بعدما احتل المركز الرابع في المجموعة الرابعة بفارق 4 نقاط عن المتصدر البحرين. وفي بطولة كأس العرب للأندية الأبطال ساهم في فوز فريقه في الدور التمهيدي الأول على السيب العماني بركلات الترجيح بعد تعادلهما 2-2 في مجموع المباراتين ليتأهل إلى الدور التمهيدي الثاتني حينها خسر من الاتحاد الرياضي المنستيري التونسي 0-3 في مجموع المباراتين.
في 1 يوليو 2023 انتقل الصافي (39 سنة) من المحرق إلى المنامة البحريني (الدوري الممتاز) في صفقة انتقال حر.

### المنتخبات
في 10 يونيو 2009 قرر المدرب التشيكي ميلان ماتشالا استدعاء الصافي (25 سنة) للمشاركة في أولى مبارياته الدولية مع البحرين وكانت أمام أستراليا ضمن المرحلة الرابعة في تصفيات آسيا لكأس العالم 2010 عندما دخل بديلا عن زميله سلمان عيسى وانتهت المباراة بخسارة البحرين 0-2. ثم شارك في مباراة ثانية أيضا كبديل أمام أوزبكستان والتي حقق فيها البحرين الفوز 1-0 ليحتل البحرين في نهاية المطاف المركز الثالث في المجموعة الأولى بفارق 5 نقاط عن صاحب المركز الثاني اليابان التي تأهل إلى بطولة كأس العالم وبالتالي انتقل البحرين إلى المرحلة الخامسة في تصفيات آسيا لكأس العالم 2010 وواجه السعودية شارك الصافي بديلا في مباراة الإياب التي انتهت بالتعادل 2-2 ليساهم في فوز البحرين بأفضلية الأهداف خارج الأرض ولينتقل إلى الملحق القاري الذي غاب عنه الصافي.
جدد ماتشالا استدعاء الصافي للمشاركة مع البحرين في تصفيات كأس آسيا 2011 حيث لعب 4 مباريات منها 3 مباريات أساسي وساهم في حصد البحرين 6 نقاط من خلال الفوز على اليمن وهونغ كونغ والخسارة من اليمن واليابان وبالتالي احتلال المركز الثاني والتأهل إلى نهائيات البطولة.
قرر المدرب النمساوي الجديد للبحرين جوزيف هيكرسبيرغر استدعاء الصافي للانضمام إلى تشكيلة البحرين المشارك في بطولة اتحاد غرب آسيا لكرة القدم 2010 في الأردن ولعب الصافي مباراة واحدة أساسيا وهي الافتتاحية أمام إيران التي خسرها البحرين 0-3 وفي نهاية المطاف احتل البحرين المركز الثاني وفشل في التأهل إلى الدور النصف النهائي.
قرر المدرب الوطني الجديد للبحرين سلمان شريدة استدعاء الصافي للانضمام إلى تشكيلة البحرين المشارك في بطولة كأس الخليج العربي 20 في اليمن وعلى الرغم من مشاركة الصافي في جميع مباريات دور المجموعات أساسيا إلا أن البحرين تذيل المجموعة الثانية بعد التعادل مع عمان والخسارة من العراق والإمارات وليخرج من منافسات البطولة.
جدد شريدة استدعاء الصافي للانضمام إلى تشكيلة البحرين المشارك في بطولة كأس آسيا 2011 في قطر حيث شارك أساسيا في مباراتين وهما الفوز على الهند 5-2 والخسارة من أستراليا 0-1 وبالتالي احتلال المركز الثالث في المجموعة الثالثة والفشل في التأهل إلى الدور الربع النهائي والخروج من منافسات البطولة.
قرر المدرب الإنجليزي الجديد للبحرين بيتر تايلور استدعاء الصافي للانضمام إلى تشكيلة البحرين المشارك في تصفيات كأس العالم 2014 – آسيا المرحلة الثالثة ولعب الصافي 3 مباريات أساسيا وساهم في احتلال البحرين المركز الثالث في المجموعة الخامسة بفارق نقطة واحدة عن صاحب المركز الثاني قطر وبالتالي الفشل في التأهل إلى المرحلة الرابعة. علما بأن الصافي ساهم في تحقيق أكبر فوز في تاريخ منتخب البحرين عندما تغلب على إندونيسيا 10-0.
جدد تايلور استدعاء الصافي للانضمام إلى تشكيلة البحرين المشارك في بطولة كأس العرب 2012 في السعودية وعلى الرغم من مشاركة الصافي أساسيا في مباراتين إلا إنهما انتهتا بالخسارة من ليبيا والمغرب المحلي وبالتالي تذيل البحرين تذيل المجموعة الثانية بتعرضه للخسارة في جميع المباريات.
قرر المدرب الجديد للبحرين الأرجنتيني غابرييل كالديرون استدعاء الصافي للانضمام إلى تشكيلة البحرين المشارك في بطولة اتحاد غرب آسيا لكرة القدم 2012 في الكويت ولعب جميع مباريات دور المجموعات وساهم في فوز البحرين على اليمن والسعودية 1-0 والتعادل مع إيران سلبيا بدون أهداف ليتصدر البحرين المجموعة الأولى ويتأهل إلى الدور النصف النهائي عندما واجه سوريا حيث خسر البحرين بركلات الترجيح. علما بأن الصافي سجل هدف على سوريا وهو يعتبر هدفه الدولي الوحيد في مسيرته. ثم غاب الصافي عن مباراة تحديد صاحب المركز الثالث التي خسرها البحرين من عمان 0-1.
جدد كالديرون استدعاء الصافي للانضمام إلى تشكيلة البحرين المشارك في بطولة كأس الخليج العربي 21 في البحرين حيث لعب الصافي جميع المباريات وساهم في احتلال البحرين المركز الثاني في المجموعة الأولى بعد الفوز على قطر والتعادل مع عمان والخسارة من الإمارات ليتأهل إلى الدور النصف النهائي حينها خسر من العراق بركلات الترجيح ثم خسر في مباراة تحديد صاحب المركز الثالث من الكويت 1-6.
كرر كالديرون استدعاء الصافي للانضمام إلى تشكيلة البحرين المشارك في تصفيات كأس آسيا 2015 ولعب الصافي جميع المباريات وساهم في فوز البحرين على ماليزيا مرتين واليمن مرتين والتعادل مع قطر مرتين ليتصدر البحرين في نهاية التصفيات المجموعة الرابعة ويتأهل إلى نهائيات البطولة.
قرر المدرب الجديد للبحرين الإنجليزي أنتوني هدسون استدعاء الصافي للمشاركة في بطولة اتحاد غرب آسيا لكرة القدم 2014 في قطر حيث لعب الصافي جميع مباريات البطولة وساهم في التعادل مع العراق وعمان سلبيا ليتصدر البحرين المجموعة الثانية بالقرعة ويتأهل إلى الدور النصف النهائي التي خسرها البحرين من الأردن 0-1 لينتقل البحرين للعب على تحديد صاحب المركز الثالث واستطاع البحرين الفوز على الكويت بركلات الترجيح ليحتل البحرين في نهاية المطاف المركز الثالث في البطولة.
قرر المدرب العراقي الجديد للبحرين عدنان حمد استدعاء الصافي للانضمام إلى تشكيلة البحرين المشارك في بطولة كأس الخليج العربي 22 في السعودية وعلى الرغم من مشاركة الصافي في جميع مباريات دور المجموعات إلا أنه مع بقية زملائهم فشلوا في تسجيل هدف وتذيل البحرين المجموعة بعد تعادله السلبي مرتين مع اليمن وقطر وخسارته من السعودية المستضيف بثلاثية نظيفة.
قرر المدرب الوطني الجديد للبحرين مرجان عيد استدعاء الصافي للانضمام إلى تشكيلة البحرين المشارك في بطولة كأس آسيا 2015 في أستراليا ولعب الصافي جميع المباريات أساسيا حيث خسر البحرين من إيران والإمارات وتغلب على قطر ليحتل البحرين المركز الثالث ويفشل في التأهل إلى الدور الربع النهائي.
قرر المدرب الأرجنتيني الجديد للبحرين سيرخيو باتيستا استدعاء الصافي للانضمام إلى تشكيلة البحرين المشارك في تصفيات كأس العالم 2018 – آسيا المرحلة الثانية حيث لعب الصافي 5 مباريات من أصل 8 مباريات وساهم في فوز البحرين على اليمن والخسارة من أوزبكستان مرتين والفلبين وكوريا الشمالية وبالتالي فشل البحرين في التأهل إلى الدور الثالث بعدما احتل المركز الرابع بفارق 12 نقطة عن المتصدر أوزبكستان وفشل أيضا في التأهل مباشرة إلى نهائيات بطولة آسيا وانتقل للعب في تصفيات كأس آسيا 2019 – المرحلة الثالثة.
قرر المدرب التشيكي الجديد للبحرين ميروسلاف سوكوب استدعاء الصافي للانضمام إلى تشكيلة البحرين المشارك في تصفيات كأس آسيا 2019 – المرحلة الثالثة ولعب الصافي مباراة واحدة أساسيا وكانت أمام سنغافورة التي انتهت بفوز البحرين بثلاثية نظيفة واستطاع المساهمة في تصدر البحرين المجموعة الخامسة وبالتالي التأهل إلى نهائيات البطولة.
جدد سوكوب استدعاء الصافي للانضمام إلى تشكيلة البحرين المشارك في بطولة كأس الخليج العربي 23 في الكويت حيث لعب الصافي جميع المباريات أساسيا وساهم في احتلال البحرين المركز الثاني في المجموعة الثانية من خلال الفوز على اليمن 1-0 والتعادل مع العراق وقطر بنفس النتيجة 1-1 والتأهل إلى الدور النصف النهائي حيث خسر البحرين من عمان بهدف نظيف.
كرر سوكوب استدعاء الصافي للانضمام إلى تشكيلة البحرين المشارك في بطولة كأس آسيا 2019 في الإمارات حيث لعب الصافي جميع المباريات أساسيا وساهم في احتلال البحرين المركز الثالث في المجموعة الأولى من خلال الفوز على الهند 1-0 والتعادل مع الإمارات المستضيف 1-1 والخسارة من تايلند 0-1 ليتأهل إلى الدور الثمن النهائي حيث خسر من كوريا الجنوبية في الوقت الإضافي 1-2. وتعتبر مباراة كوريا الجنوبية التي أقيمت في 22 يناير 2019 آخر مباراة دولية يشارك فيها الصافي الذي كان يبلغ وقتها من العمر 34 سنة.

## الإنجازات
- البسيتين (1)
  - الدوري البحريني الممتاز (1): 2013/2012
- المحرق (10)
  - الدوري البحريني الممتاز (2): 2015/2014 - 2018/2017
  - كأس ملك البحرين (2): 2016/2015 - 2020/2019
  - كأس السوبر البحريني (1): 2018
  - كأس النخبة البحريني (1): 2019/2018
  - كأس الاتحاد البحريني (3): 2020/2019 - 2021/2020 - 2022/2021
  - كأس الاتحاد الآسيوي (1): 2021

## روابط خارجية
- عبد الوهاب الصافي على موقع ناشيونال فوتبول تيمز (الإنجليزية)
- عبد الوهاب الصافي على موقع Soccerway.com (الإنجليزية)